# Ariramba-violácea
Bico-d'agulha-violáceo ou ariramba-violácea (nome científico: Galbula chalcothorax) é uma espécie de ave galbuliforme.
Pode ser encontrada na Bolívia, Colômbia, Equador, Brasil e Peru. Os seus habitats naturais são: florestas de terras baixas úmidas tropicais ou subtropicais.